# Georgi Dermendzhiev
Georgi Dermendzhiev est un ancien footballeur bulgare né le 4 janvier 1955 à Plovdiv. Élu entraîneur Bulgare de l'année 2015.

## Biographie

### Carrière de joueur
Dermendzhiev était défenseur dans les clubs bulgare du Slavia Sofia, Yantra Gabrovo et Spartak Plovdiv. 

### Carrière d'entraîneur
Depuis 2011 il était entraîneur adjoint du Ludogorets Razgrad, le 31 juillet 2014 il est nommé entraîneur de ce même club. Le 17 février 2015 il est élu entraîneur Bulgare de l'année 2014 grâce au beau parcours de Ludogorets en Ligue des Champions. En novembre 2015, il redevient entraîneur du Ludogorets Razgrad après un début de saison catastrophique du club. Il arrive à redresser le club avec une série de 15 matchs sans défaite, est obtient le titre de champion de bulgarie à trois journées de la fin du championnat.

## Palmarès

### En tant que joueur
- Vainqueur de la Coupe de Bulgarie en 1980 avec le Slavia Sofia

### En tant qu'entraîneur
- Championnat de Bulgarie en 2012, 2013 et 2014 avec le Ludogorets Razgrad (en tant qu'adjoint)
- Vainqueur de la Coupe de Bulgarie en 2012 et 2014 avec le Ludogorets Razgrad (en tant qu'adjoint)
- Vainqueur de la Supercoupe de Bulgarie en 2012 avec le Ludogorets Razgrad (en tant qu'adjoint)
- entraîneur Bulgare de l'année 2014
- Championnat de Bulgarie en 2015, 2016 et 2017
- Coupe de Bulgarie Finaliste : 2017